# Haldenstein
Haldenstein (Reto-Romaans: Lantsch sut) is een gemeente en plaats in het Zwitserse kanton Graubünden, en maakt deel uit van het district Landquart.
Haldenstein telt 894 inwoners.
Op dit moment heeft de bekende architect Peter Zumthor er zijn bureau.